# Porsche 928
Porsche 928 — автомобіль класу гран-турізмо німецької компанії Porsche. Автомобіль випускався з 1977 по 1995 рік. У 1978 році 928 визнали найкращим європейським автомобілем. Це перший і єдиний раз, коли автомобіль Porsche визнали найкращим. Також це єдиний випадок, коли спортивні автомобілі взагалі нагороджувалися такою високою нагородою.

## Історія

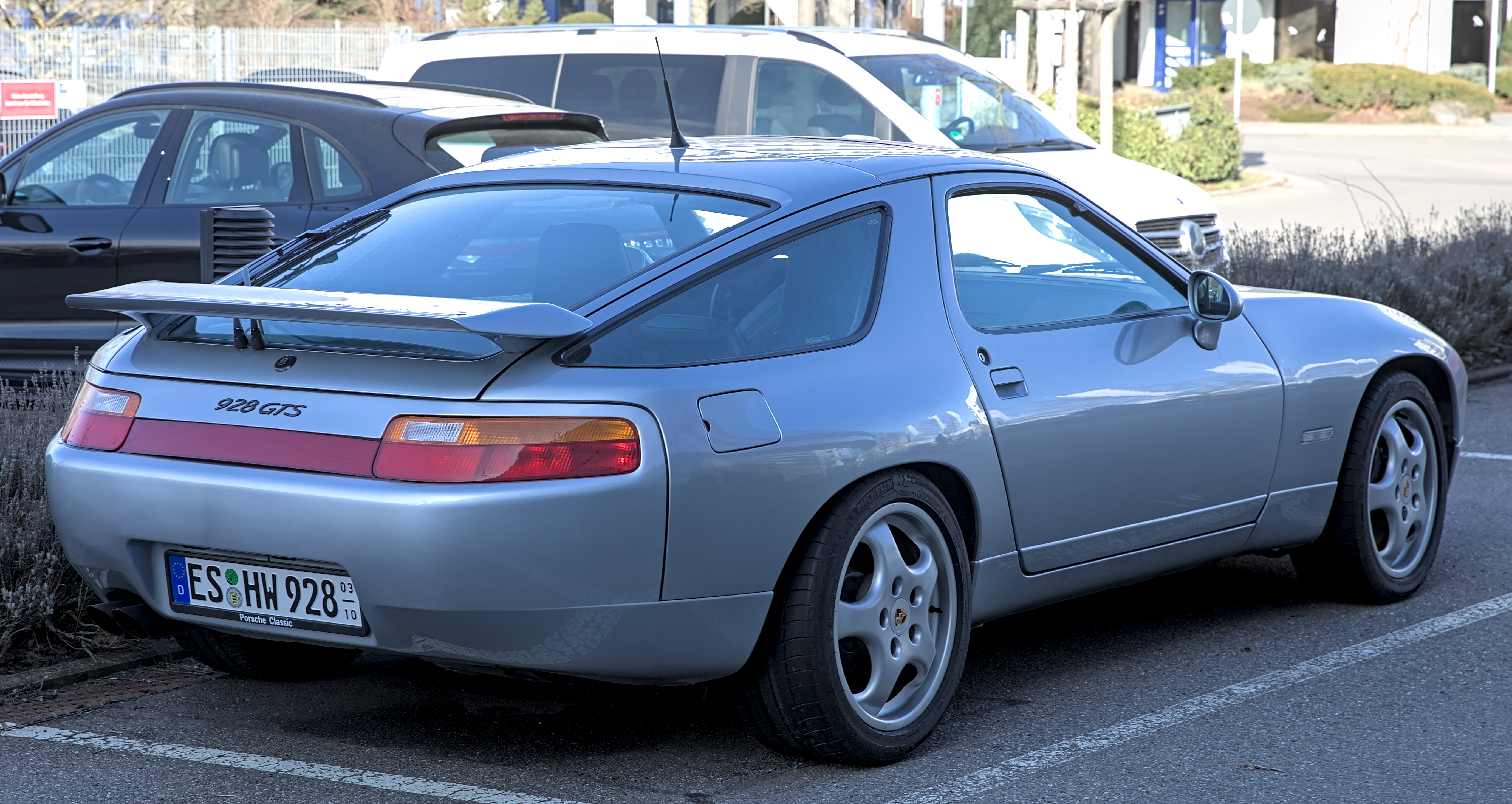
Porsche 928 GTS (1992–1995)

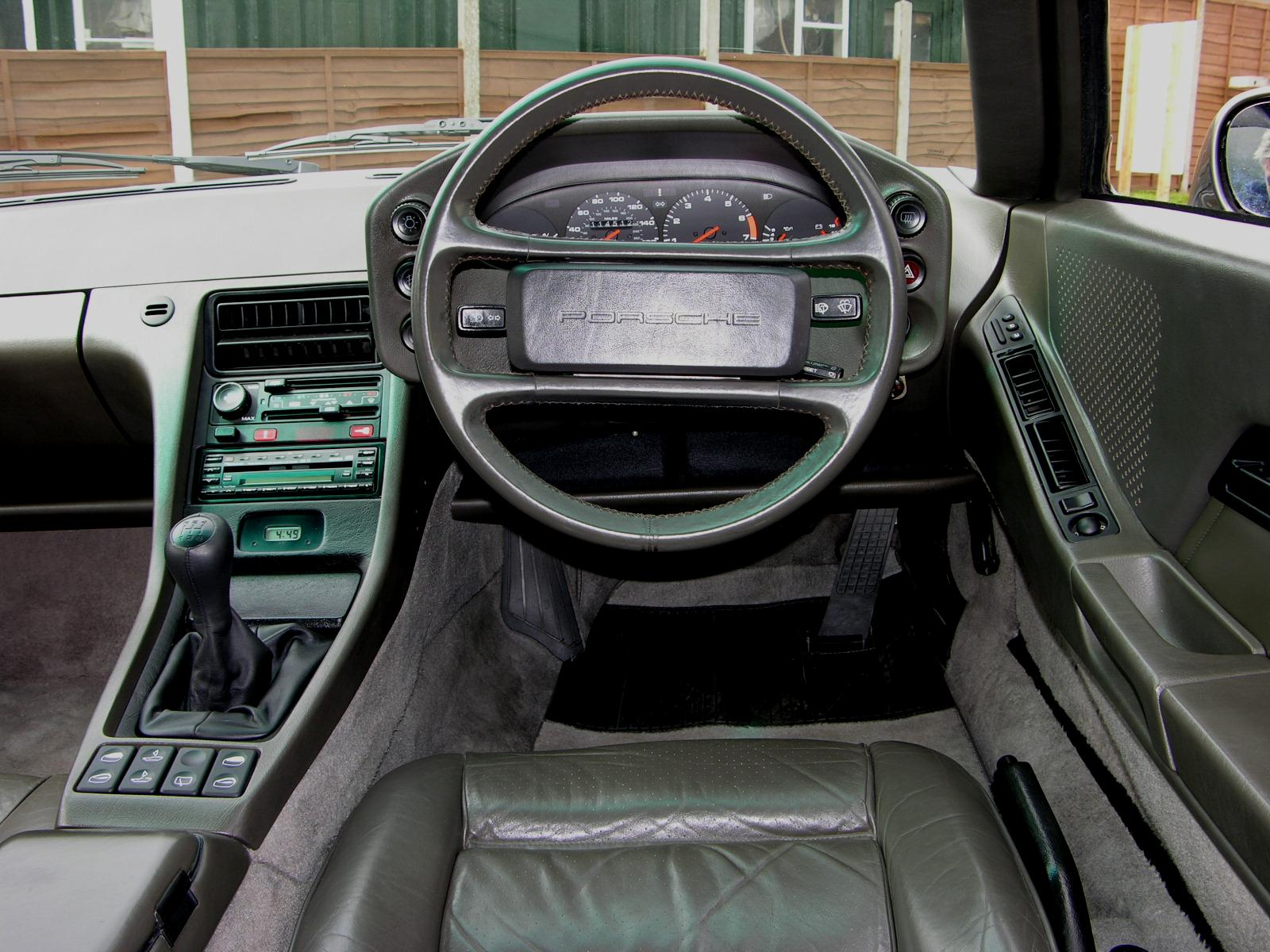
1987 Porsche 928 S4

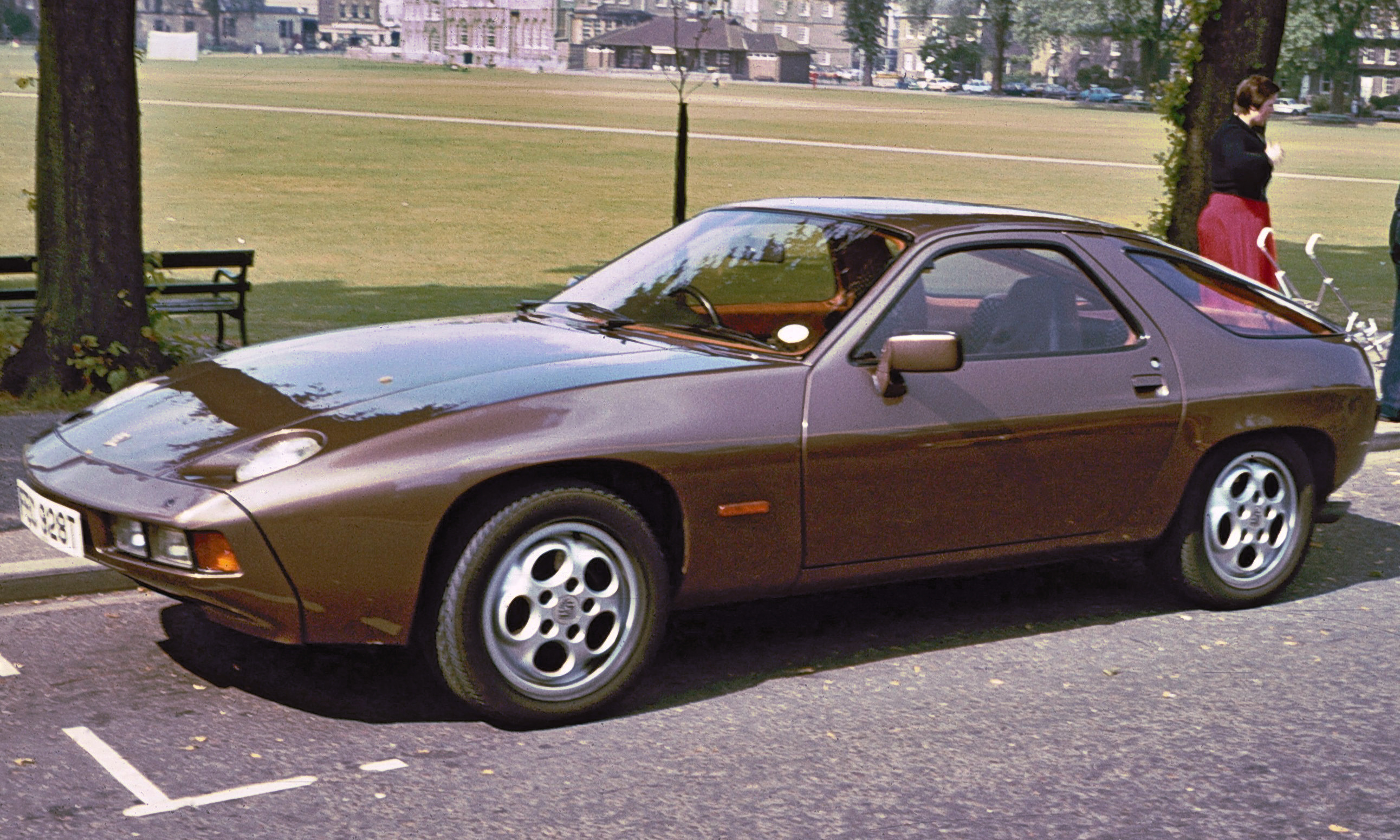
Porsche 928 (1977–1982)

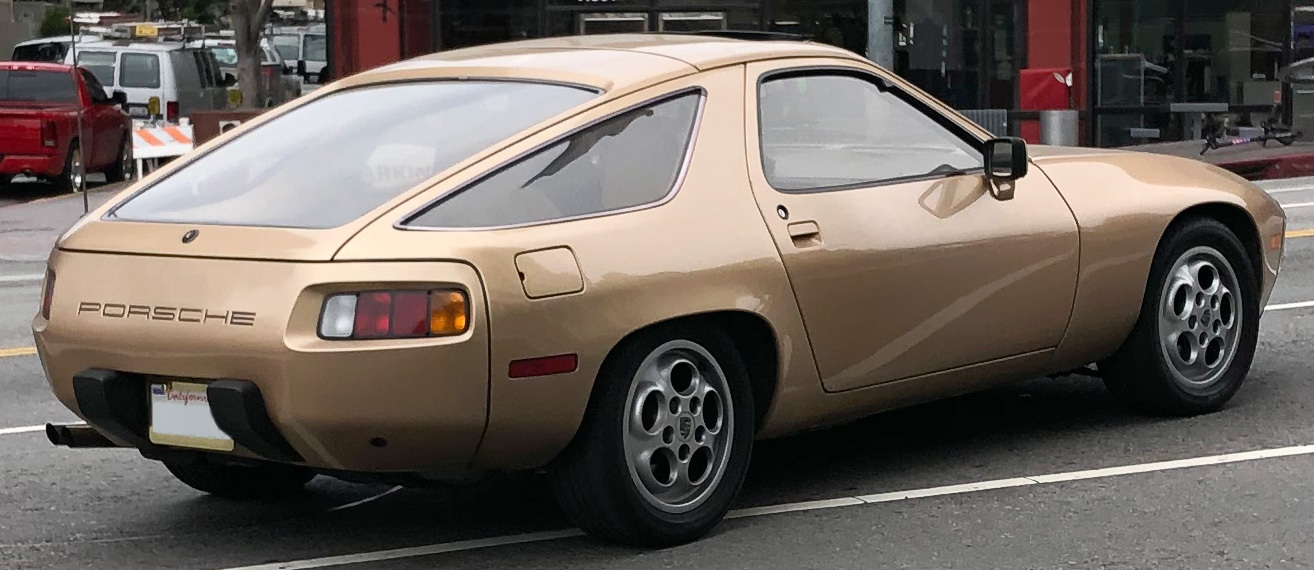
Porsche 928 (1977–1982)

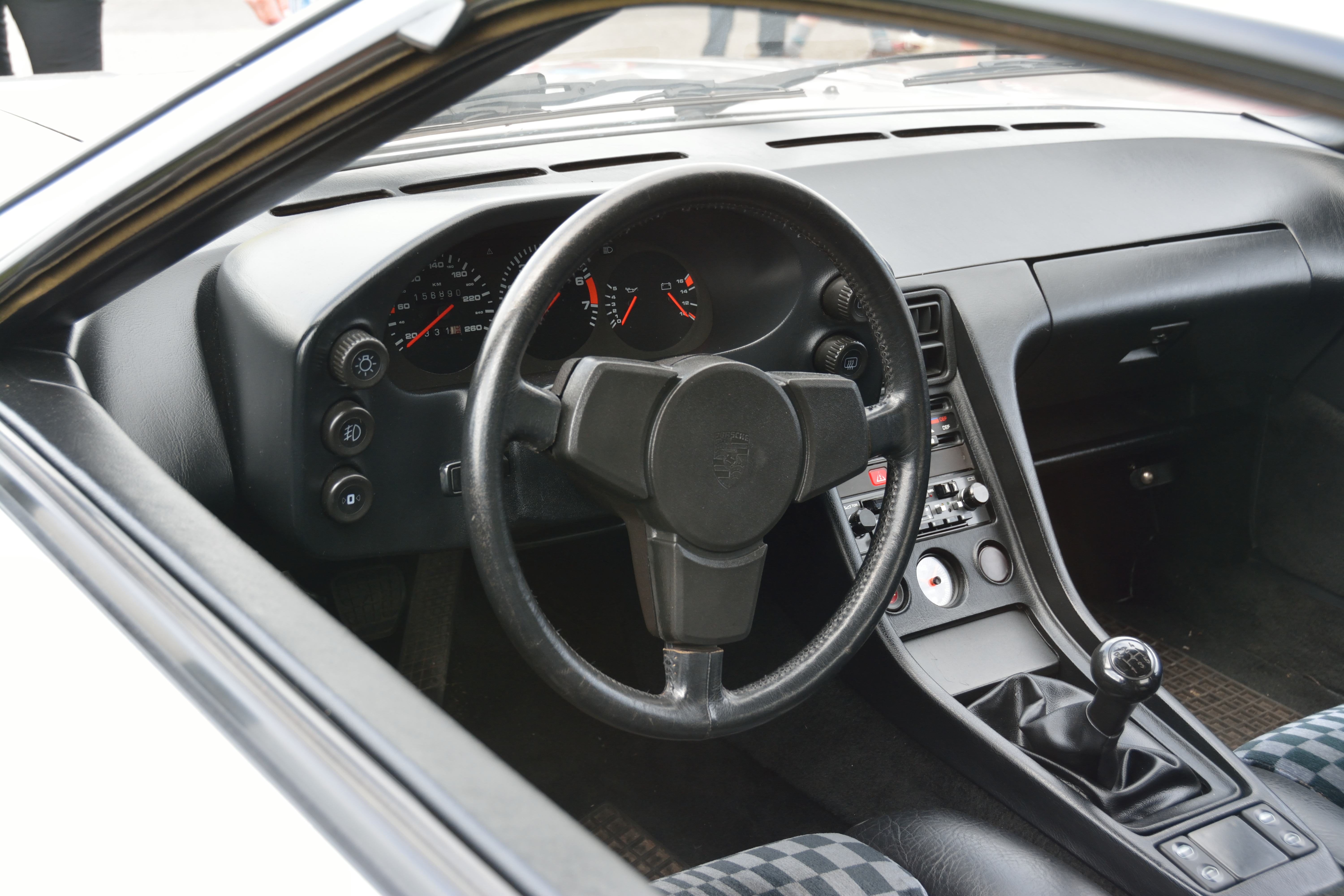
1978 Porsche 928

Історія 928-ї моделі почалася в 1971 році, коли компанія задумалася про заміну Porsche 911, який проіснував значно довше запланованого терміну. Було ризиковано будувати майбутнє компанії, покладаючись тільки на цю модель. Тому було прийнято рішення про створення заміни 911-ї моделі, хоча по суті модель 928 не була нею, так як була більшою, важчою, потужнішою і дорожчою.
До 1973 року дослідний зразок був змонтований і випробуваний. У цей момент почалася Арабо-ізраїльська війна, яка створила загрозу початку енергетичної кризи. Великі, що пожирають бензин машини перестали мати попит. Це стало прямим попаданням і в 928, і в фірму. Проєкт був негайно заморожений і виробництво відклали до 1977 року. Серійний 928, представлений на Женевському автосалоні, мав зменшений до 4,5 л обсяг і знижену до 240 к.с. потужність. Звичайно, він був повільнішим, ніж спочатку запланований, але зате помітно економічніше. Крім нового двигуна V8, цей автомобіль був також оснащений новим винаходом — задньою підвіскою Weissach, яка допускала пасивне управління задніми колесами. Звичайні задні підвіски створюють розбіжність при гальмуванні, що призводить до надмірної обертальності. Weissach компенсує розходження і, таким чином, стабілізує керованість. Це зробило 928 безпечним автомобілем.
Кузов, спроєктований Вольфгангом Мебіусом під керівництвом Анатолія Лапіна, був здебільшого з гальванізованої сталі, але двері, передні крила і капот були виконані з алюмінію для зниження ваги машини. Зовнішній вигляд автомобіля був менш самовпевненим, ніж у Porsche 911, 4-місний салон більш просторим і зручним. З роками робочий об'єм двигуна цього автомобіля збільшився, зросла максимальна потужність, значно покращилися показники. Авторитет моделі піднявся на нову висоту. Однак через кілька років після початку випуску продажу машини залишали бажати кращого, особливо в США, де через високі ціни вони були дуже низькі. Проте, слідом за «928» пішли її варіанти «928 S», потім «S2», «S3» (тільки для США), «S4», «GT» і «GTS».
Але все пішло не так. Покупці вважали 928 надмірно дорогим і зовсім іншим автомобілем Porsche. Попит на 911 залишався на високому рівні. З самого початку моделі 928 довелося боротися за увагу покупців. До кінця 1980-х років фірма випускала їх поштучно. Будь керівництво менш амбітним, 928 слід було зняти з виробництва.
Однак, головна загроза виживанню виникла з боку конкурентів. У 1989 році Mercedes-Benz запустив у виробництво чудово спроєктований 500SL. Цей автомобіль, - майже з такою ж швидкістю, як Porsche, але більш зручний і дешевий - був більш привабливий. З цього моменту 928 змушений був боротися за виживання. Роком пізніше, BMW 850i додав неприємностей. Перспективи розвитку ринку 928 стали туманними. В кінці 1980-х років обсяг виробництва катастрофічно впав. Фірма збирала менше тисячі автомобілів на рік, а в середині 1990-х - по одному в день.

## Двигуни

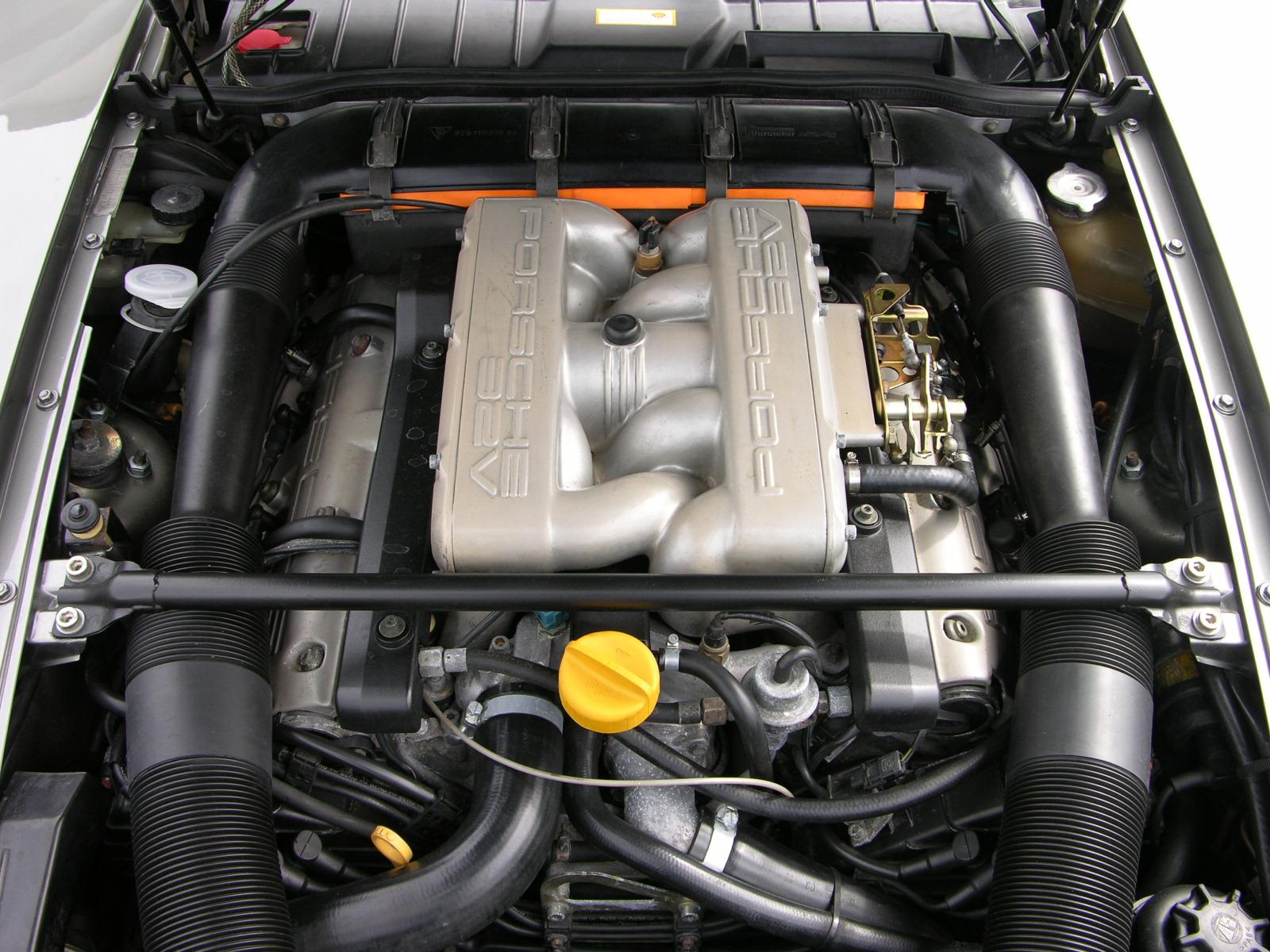
Двигун M28 V8

- 4.5 л M28/01–M28/18 V8 240 к.с. (1977-1982)
- 4.7 л M28/19–M28/22 V8 300-310 к.с. (1980-1986)
- 5.0 л M28/41–M28/47 V8 288/320/330 к.с. (1986-1991)
- 5.4 л M28/49–M28/50 V8 350 к.с. (1992-1995)

## Кількість
| рік                | 1977 | 1978 | 1979 | 1980 | 1981 | 1982 | 1983 | 1984 | 1985 | 1986 | 1987 | 1988 | 1989 | 1990 | 1991 | 1992 | 1993 | 1994 | 1995 |
| ------------------ | ---- | ---- | ---- | ---- | ---- | ---- | ---- | ---- | ---- | ---- | ---- | ---- | ---- | ---- | ---- | ---- | ---- | ---- | ---- |
| Всього 928 моделей | 1290 | 4927 | 4706 | 4175 | 4087 | 4510 | 4200 | 4601 | 5356 | 4617 | 5403 | 3663 | 2919 | 3088 | 2037 | 995  | 811  | 622  | 403  |

Джерело: Werner Oswald, Deutsche Autos 1945–1990. Motorbuch Verlag, Stuttgart 2001.